# فورارلبرغ
فورالبرغ (بالألمانية: Vorarlberg) هي ولاية اتحادية في النمسا. تقع في أقصى غرب البلاد وعلى الرغم من أن فورارلبرغ هي ثاني أصغر ولاية من حيث المساحة (فيينا هي الأصغر) وثاني أقلها من حيث عدد سكان (بورغنلاند هي الأقل سكاناً) إلا أن لديها ثاني أعلى كثافة سكانية (بعد فيينا). تحدها ثلاث دول: ألمانيا (بافاريا وبادن-فورتمبيرغ عبر بحيرة كونستانس)، سويسرا (غراوبوندن وسانت غالن) وليختنشتاين. الولاية النمساوية الاتحادية الوحيدة التي تشترك في الحدود مع فورارلبرغ هو تيرول من الشرق.
عاصمة فورارلبرغ هي بريغنز (28,000 نسمة)، على الرغم من أن دورنبيرن (47,000 نسمة) وفيلدكيرخ (31,000 نسمة) هي أكبر المدن من حيث عدد السكان. تتميز فورارلبرغ أيضا بأنها الولاية الوحيدة في النمسا حيث الللهجة المحلية ليست النمساوية البافارية، وإنما لهجة ألامانية؛ وهي بذلك تشترك ثقافيا بالكثير مع جيران الناطقين باللهجة الألامانية وهم سويسرا وليختنشتاين وسوبيا من مع بافاريا وبقية النمسا.

## جغرافيا
الأنهار الرئيسية في فورارلبرغ هي الإيل الذي يجري عبر وديان مونتافون ‏ وفولغا باتجاه الراين (مشكلاً الحدود مع سويسرا)،

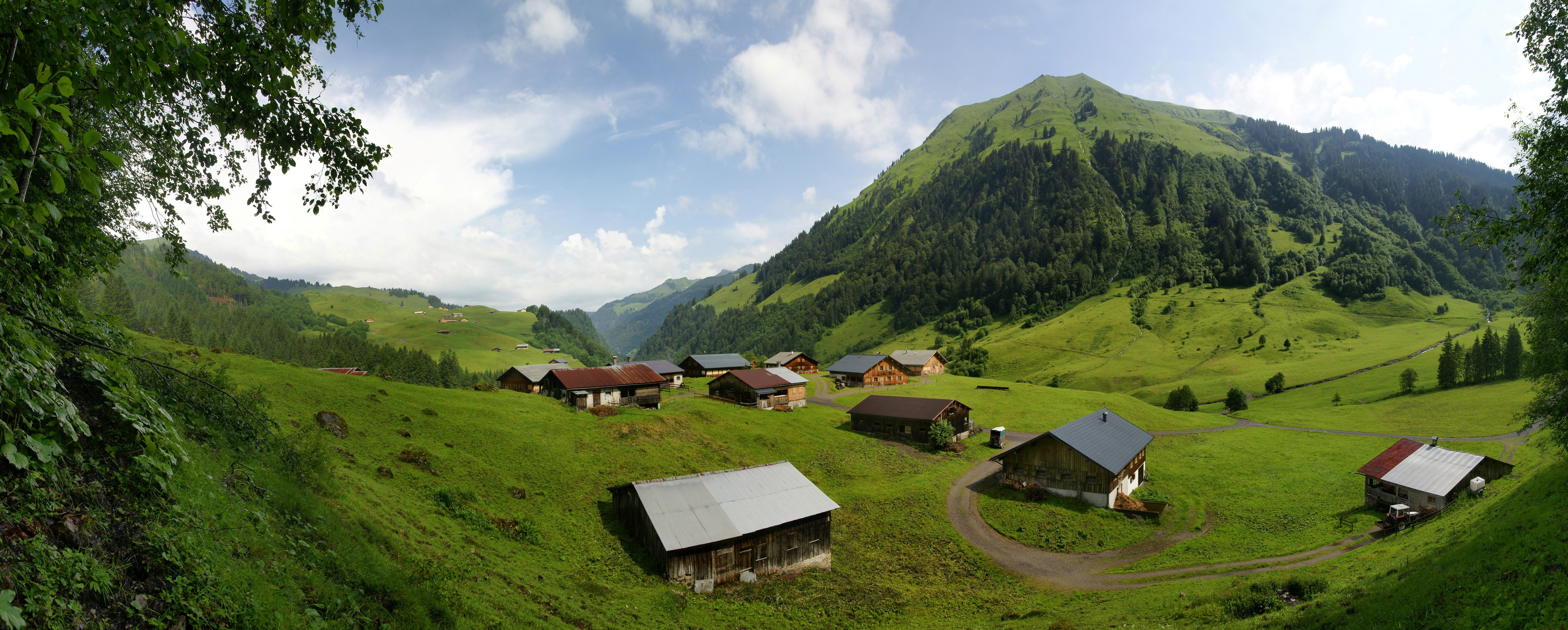
بلدة شوبرناو في فورارلبرغ

## أعلام
- إيغون تسيمرمان
- هانس وايس

## وصلات خارجية
- الموقع الرسمي
- بوابة إنترنت لفورارلبرغ
- سياحة فورارلبرغ
- مناظر الطبيعية في فورارلبرغ
- شاهد جميع المطاعم في فورارلبرغ بالصور
- حول اللهجة في فورارلبرغ - باللغة الألمانية